# Séisme de 2012 à Sanriku
Le Séisme de 2012 à Sanriku est un tremblement de terre qui s'est produit au large des côtes de la région de Tohoku au Japon le 7 décembre 2012,. La magnitude était de Mw 7,3. Un tsunami š'est produit,. Un est mort et 15 ont été blessés. Ce tremblement de terre est une réplique du Séisme de 2011 de la côte Pacifique du Tōhoku.